# Richard Evan Schultes
Richard Evan Schultes, dr, F.L.S., (ur. 12 stycznia 1915, zm. 10 kwietnia 2001) – amerykański profesor nauk przyrodniczych i kierownik Muzeum Botanicznego na  Uniwersytecie Harvarda. 
Na arenie międzynarodowej znany jako botanik specjalizujący się w roślinach narkotycznych, leczniczych i trujących. Dr Schultes spędził ok. 14 lat w Ameryce Południowej żyjąc pośród plemion indiańskich, by poznać bezpośrednio metody używania roślin. Dr Schultes jest zdobywcą licznych nagród, wśród nich znajduje się nagroda od rządu Kolumbii za jego prace w Amazonce. Jest członkiem kilku amerykańskich i zagranicznych akademii nauki, włączając Narodową Akademię Nauk Przyrodniczych. Jest redaktorem dziennika "Economic Botanic" i autorem wielu naukowych referatów. Razem z Albertem Hofmannem napisał książkę "The Botany and Chemistry of Hallucinogens". Autor złotego przewodnika po roślinach halucynogennych.